# Bataille de Manassas Gap

La bataille de Manassas Gap, connue aussi sous le nom de bataille de Wapping Heights est un combat secondaire de la guerre de Sécession qui a lieu le 23 juillet 1863, en Virginie. C'est le dernier épisode de la retraite sudiste de la campagne de Gettysburg.
Les forces fédérales qui suivent l'armée du général Lee battant en retraite par la vallée de la Shenandoah après sa défaite à Gettysburg cherchent à forcer un passage dans les Blue Ridge Mountains pour attaquer l'arrière sudiste par un mouvement tournant.
Elles forcent effectivement le passage mais ne peuvent éviter que leurs adversaires ne retraitent plus au sud, échappant à la tentative d'encerclement.

## Le contexte

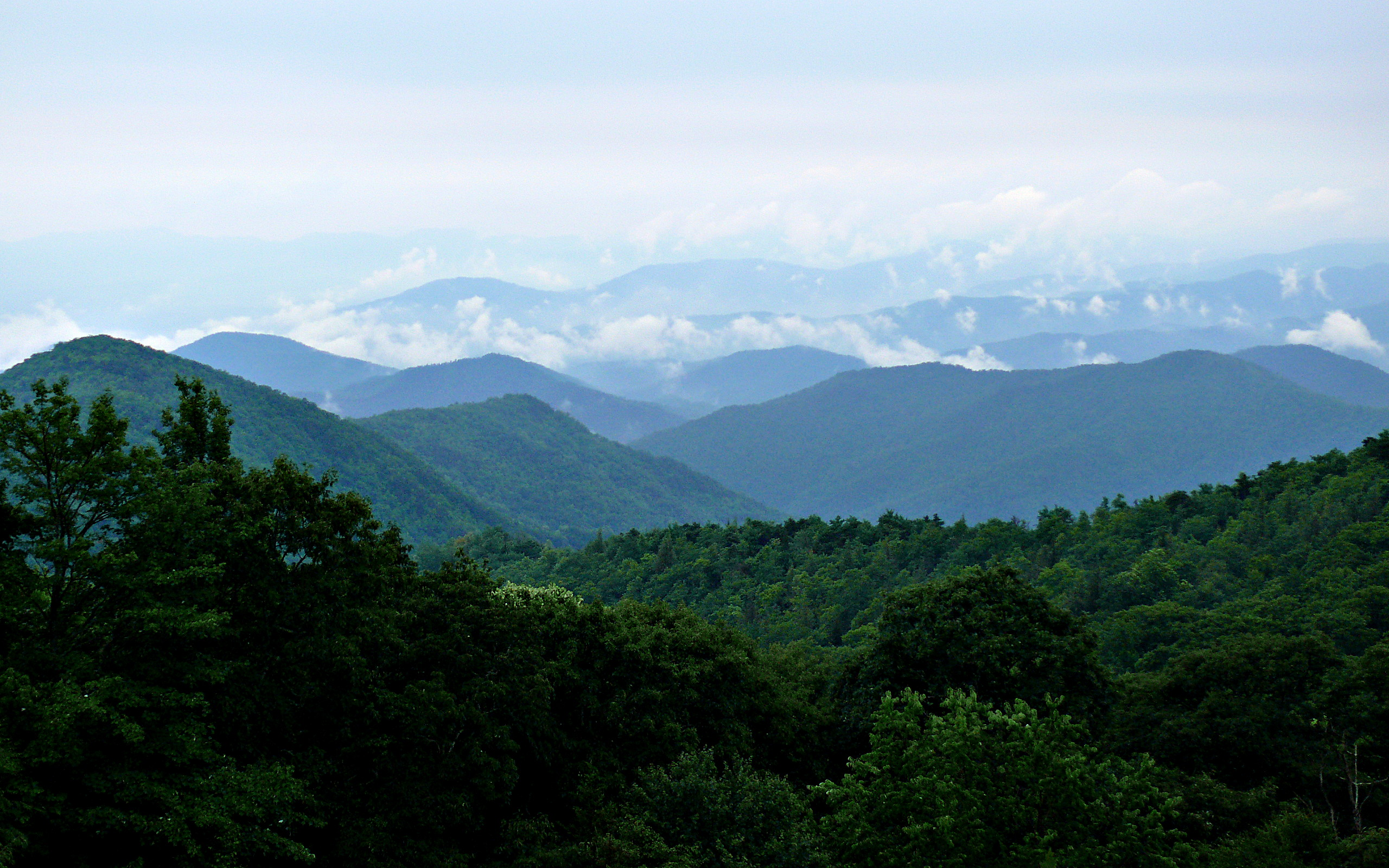
Aspect des montagnes Bleues

La défaite sudiste de la bataille de Gettysburg oblige l'armée de Virginie du Nord à faire retraite vers le sud. elle effectue ce mouvement par la vallée de la Shenandoah.
La vallée de la Shenandoah est bordée à l'est, par la chaîne de montagnes des montagnes Blue Ridge qui protège ainsi l'aile gauche des sudistes en retraite. L'armée du Potomac, nordiste, suit l'armée sudiste, mais par l'est des montagnes Blue Ridge afin d'être en position de lui interdire de gagner Richmond.
Passer par un col de ces montagnes permettrait aux nordistes d'attaquer de flanc l'armée de leurs adversaires voire de la couper en deux. C'est cette manœuvre qui va être tentée en passant par le col connu sous le nom de « Manassas Gap ».

## Les forces en présence

### Les nordistes
- IIIe corps de l'Armée du Potomac.

### Les sudistes
- Division Walker
- Division Rodes.

## Le combat

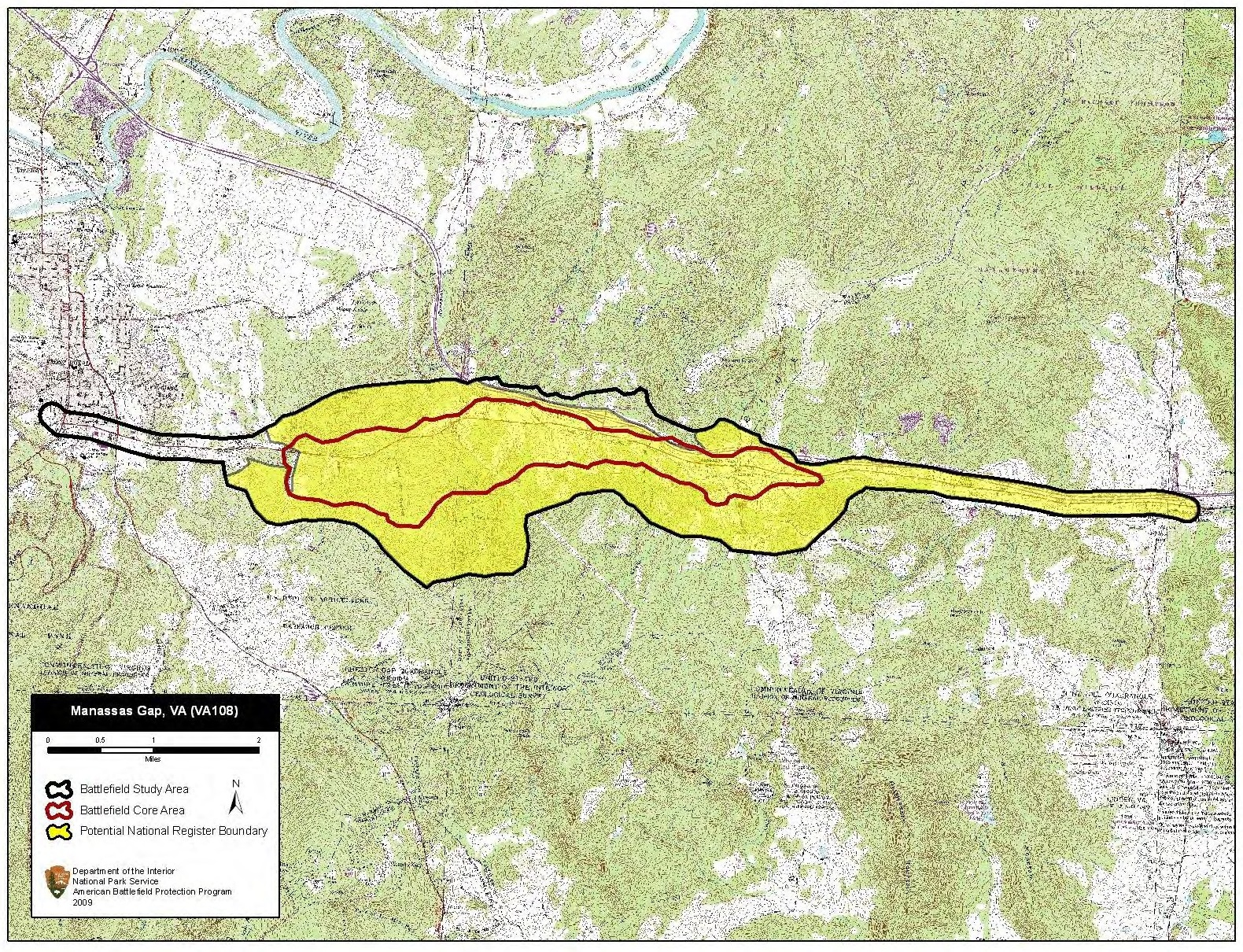
Carte du cœur du champ de bataille et des zones d'étude.

À l'aube, les troupes du général French attaquent les forces sudistes barrant le passage. Le combat est peu intense, la disproportion des forces engagées permettant aux nordistes de repousser leurs adversaires. Dans le courant de l'après-midi, vers 16 h 30, un nouvel assaut permet aux fédéraux de s'emparer du col.
Les sudistes, renforcés par la division du major-general Rodes et appuyés par de l'artillerie, parviennent à empêcher les fédéraux de déboucher dans la vallée.
Au crépuscule, les forces fédérales cessent leurs attaques. Pendant la nuit, les sudistes abandonnent leurs positions pour en occuper de nouvelles plus au sud. Ce qui fait que le 24 juillet, les nordistes peuvent occuper la ville de Front Royal mais l'armée sudiste est hors d'atteinte.

## Les conséquences
L'armée sudiste sera en état de se réorganiser et de lancer, à l'automne, les opérations des campagnes de Bristoe et de Mine Run.